# Wincenty z Krępy

Herb Doliwa

Wincenty z Krępy lub z Kępy, Rozdrażniewa i Niedomyśla, herbu Doliwa (1371 – 1386) – wojewoda poznański. Brat biskupa poznańskiego Jana z Lutogniewa. 
Wraz z bratem ufundowali nieistniejący już ołtarz św. Tomasza i św. Wawrzyńca, Fabiana i Sebastiana przed okazałym grobowcem Bolesława Chrobrego w Katedrze Poznańskiej.